# Otok (Vukovarsko-srijemska županija)
Otok je grad u Vukovarsko-srijemskoj županiji, u Hrvatskoj.

## Zemljopis
Otok je smješten u zapadnom Srijemu.
Jedan od značajnih čimbenika u općem gospodarskom razvoju Grada Otoka, a samim tim i razvoju turizma, je geografski i prometni položaj u odnosu na 20 km udaljen grad Vinkovce, Grad Vukovar i Grad Županju. Postojeća i planirana cestovna komunikacija omogućuje izravan izlaz na magistralni pravac Vinkovci – Županja odnosno autocestu Zagreb – Lipovac – Beograd i vezu s državama jugoistočne Europe. Od posebnog će značenja biti i planirana izgradnja Šokačke magistrale koja će spajati luku na rijeci Savi (naselje Gunja na granici s BiH) s lukom na rijeci Dunav u Vukovaru.

## Stanovništvo
Godine 1857., Otok je imao 2952 stanovnika, na prijelazu stoljeća (1900.) imao je 3555, 1948. godine imao je 3868 stanovnika s tendencijom rasta. Danas Otok ima 3571 stanovnika prema popisu stanovnika iz 2021. godine. 99% su Hrvati katolici.
| broj stanovnika | 4745  | 5149  | 5777  | 5491  | 5500  | 5590  | 5034  | 5301  | 6036  | 6600  | 7394  | 7896  | 7721  | 7924  | 7755  | 6343  | 4899  |
|                 | 1857. | 1869. | 1880. | 1890. | 1900. | 1910. | 1921. | 1931. | 1948. | 1953. | 1961. | 1971. | 1981. | 1991. | 2001. | 2011. | 2021. |

| broj stanovnika | 2952  | 3250  | 3637  | 3475  | 3555  | 3568  | 3184  | 3295  | 3868  | 4193  | 4838  | 5519  | 5707  | 5889  | 5858  | 4694  | 3571  |
|                 | 1857. | 1869. | 1880. | 1890. | 1900. | 1910. | 1921. | 1931. | 1948. | 1953. | 1961. | 1971. | 1981. | 1991. | 2001. | 2011. | 2021. |

## Povijest
Otok se spominje već u 13. st. kao Ottok (u kasnijim dokumentima: Ocak, Athak, Otock), a spominje se i između 1333. i 1335. kada je papin legat pohodio ovo selo tri puta i u toj župi dobio je osrednju svotu. U daljnjem razvitku tog velikog sela steklo je trgovački značaj koji se održao i nastavio razvijati sve više do dolaska Turaka. Otokom u to vrijeme vladaju mađarski plemići Gut-Keledi(iz ove obitelji potječu i dva slavonska bana). Otok se također spominje 1428. godine kao possesion Athak koji je bio u posjedu feudalne obitelji Alašana.
Otok je dobio ime najvjerojatnije po tome što je u to vrijeme poplava sa svih strana bio okruđen vodama, a po nekima dobio je ime jer je bio okružen šumom. Nakon izumruća Alašana Talovci su 1437. godine dobili posjed od Žigmunda. Oni su taj posjed prodali kaločkom nadbiskupu (1476.). Posjed je imao oko 76 zaseoka (Godinovo, Kemetinci, Vitkovci, Brankovci, Bošnjaci, Markovac, Ozdanovci, Skorotinci, Grabovci, Tertavci...). Turskim osvajanjem 1526. ovaj kraj ulazi u kadiluk koji je imao sjedište u Nijemcima. Vizitator Petar Masarechi 1623./4. godine zabilježio je da župa Otok ima 7 sela i navodi: Gradince, Vitkovce, Strajnice, Ozdanovce, Orlovo, Fališevce i Privlaku.
Mirom u Srijemskim Karlovcima (1699.) otočki kraj oslobođen od Turaka. Postupno se ustaljuje Vojna krajina. Godine 1700. počelo iseljavanje toga starog stanovništva (netom spomenutih 76 sela i naselja) oko puta od Vinkovaca na Savu koji se bio utvrdio nešto južnije od staroga sela i njegovih područnih selaca. To raseljavanje završeno je 1720.godine. Od toga vremena napušten je stari Otok i počeo se razvijati novi koji se je povećao s još starosjedilaca iz okolnih otočkih sela i naselja. Tijekom razdoblja 13. – 16. st. na Otočkom starom području nije bilo nijednog utvrđenja, te je Otok bio samo trgovište s razmjerno velikim područjem na kojem su se nalazile prostrane šume i obilne oranice i livade.No ipak Otok je u doturskog vremena imao nekakvo utvrđenje s mjesnim imenom Gradina koja je bila utvrđena od strane Hrvata prije sveze s Mađarima,a možda i od nekog naroda prije doseljenja Hrvata. Otočka crkva Sv. Antuna, nakon oslobođenja od Turaka, bila je drvena i premala za mještane, ali tek 1782. započela gradnja nove zidane koja je dovršena dvije godine kasnije. Crkva je za vrijeme Drugog svjetskog rata strašno stradala, ali je bila obnovljena. 1970 ih godina crkva je srušena zbog narušene statike i napokon 1979. izgrađena nova crkva.
Franz Stefan Engel je dao i prvi poznati opis mjesta: Otok leži u ravnici: obuhvaća 151 kuću od pletera, od kojih 110 pokriveno slamom, 13 trskom, a 28 šindrom. Ima časnički kvartir, župnikovu kuću i školu od pletera s krovom od šindre. Zatim se ovdje nalaze jedna trošna kapela, konjušnica za pastuve, šupa za egzercir i seoska stražara. Između Otoka i sela Bošnjaci, na drumu, vidi se rimski šanac s dvostrukim rovovima. U Otoku sokaci su uređeni pod konac. S reorganizacijom Vojne krajine njegovi stanovnici nalazili su se u sklopu različitih satnija. Pred ukinuće Vojne krajine Otok se nalazi u sklopu 10. kumpanije (satnije) sa sjedištem u Nijemcima, koja je bila u sklopu 7. regimente ili pukovnije sa sjedištem u Vinkovcima. Osnovni je obiteljski i društveni oblik organiziranosti bila kućna zadruga. Sastojala se od članova istog roda (Šajnović, Trbljanić, Balić, Lombarović (raspala se 1885.), Matičić (raspala se 1884.), Matiašević (raspala se 1885.)...) po nekoliko obitelji. Broj zadrugara ovisio je o brojnosti pojedinih porodica. Otočani 1772. godine dobivaju trivijalnu školu, a zbog izvoza velikih količina drvne mase 1886. Otok dobiva prugu i tad je dobio i brzojavni ured. Otok 1953. dobio električnu struju, pojavili su se mlinovi na električni pogon.

## Gospodarstvo
Poduzetnička zona Otok koja se nalazi između Otoka i Komletinaca i zove se Skorotinci.

## Poznate osobe
- Slavko Blagojević, nogometaš i trener
- Josip Božičević, slikar
- Josip Dabro, kineziolog i političar
- Josip Kosor, dramatičar, novelist i romanopisac
- Izabela Lojna, nogometašica
- Ivan Lončar – Žan, slikar
- Josip Lovretić, svećenik i etnograf

## Spomenici i znamenitosti
- Park prirode "Virovi" su proglašeni zaštićenim krajolikom Vukovarsko-srijemske županije. Područje obuhvaća rječicu Virovi i okolnu šumu hrasta lužnjaka. Virovi su prirodni fenomen. Zbog gotovo netaknute prirode Otočki virovi su sačuvali autohtone vrste ptica kakve ornitolozi nalaze samo u predjelu tog neobičnog vodotoka. Slično je i s ribama kakvih ima samo u tom šumskom potoku. Za vrijeme velikih oborina u proljeće i u jesen vodostaj se znatno podigne. Tada virovi uspostavljaju prirodnu vezu protočnu s rijekom Spačvom, a preko nje s Bosutom i Savom, ponašajući se kao sporotekuća rječica. Dakle od prirodnog fenomena izvorišta - vira nastao je vjerojatno i naziv Virovi.
- Lože su specijalni rezervat šumske vegetacije. Rezervat je pod zaštitom od 1975. godine, a predstavlja staru slavonsku hrastovu šumu sa stablima impozantnih dimenzija. Rezervat je prvenstveno namijenjen znanstvenim istraživanjima, te edukaciji učenicima i studentima. U njemu je postavljena trajna ploha u okviru programa UNESCO-a - MAB (čovjek i biosfera).
- Pašnjak Čistine - prirodno mrjestilište šarana

Tijekom proljetnih mjeseci Virovi se zbog velikih količina kiše izlijevaju na šumske površine te na pašnjak Čistine, najpoznatije prirodno mrjestilište šarana na području istočne Hrvatske. Elaborat o posebnoj krajobraznoj cjelini Čistina od ekološke je i kulturne važnosti. Nastoji se utvrditi populacije faune, njihovu zaštitu, florne elemente, odnosno sastav, kemijski sastav tla, vode, ihtiofaunu (ribe) te njihovu prirodnu hranu s posebnim naglaskom jednih od zadnjih prirodnih šaranskih mrjestilišta na ovom području.
- Hrast orijaš - na pašnjaku Čistine uz rub spačvanskog šumskog bazena očuvan je hrast orijaš koji je star više stotina godina. Hrast orijaš značajno doprinosi obogaćivanju prirodne baštine područja Grada Otoka. U tijeku je izrada prijedloga za njegovo stavljanje pod zaštitu.
- Crna slavonska svinja - na pašnjaku Čistine nalazi se i objekt na kojem se uz rub šumskog bazena Spačva može vidjeti crna slavonska svinja. To je hrvatska autohtona pasmina svinja koja se tradicionalno uzgaja na ovim prostorima. Zakonom o zaštiti izvornih pasmina je zaštićena od izumiranja. Posebno je značajna što je vrlo otporna. Može se s lakoćom uzgajati ekstenzivnim načinom, odnosno na pašnjaku. Meso joj je vrlo kvalitetno te se od zrelih odraslih crnih svinja, odnosno njihovog mesa kao sirovine, pripremaju vrlo kvalitetni proizvodi (kulen, kobasica itd.) i predstavljaju posebno zdravu hranu jer se dobiva zdravim načinom uzgoja. Otočka kulenijada prezentira i proizvod domaćeg kulinarstva osobitog ukusa i kvalitete od crne slavonske autohtone pasmine svinja koja izaziva veliku pozornost diljem Hrvatske zahvaljujući Udruzi uzgajatelja crne slavonske pasmine svinja čije je nacionalno sjedište u Otoku.
- OTOČKA KULENIJADA - Otočani tradicionalno organiziraju Otočku kulenijadu čiji je specijalitet upravo kulen od domaćih pasmina svinja. Na kulenijadi se natječu proizvođači u kakvoći kulena. Vrši se degustacija visoko ocijenjenih kulenova, dodjeljuju priznanja i nagrade najboljim proizvođačima. Organizira se obilna večera tradicionalne slavonske kuhinje, slavonske rakije, osobito šljivovice, vina i ostalog pića, uz cjelovečernju pratnju slavonskih glazbenika. Cilj je promoviranje domaćeg slavonskog kulena, povezivanje proizvođača iz cijele Hrvatske, promoviranje mesa od crne slavonske pasmine svinja kao buduće ekološke hrane, reklamiranje kulena, prikaz običaja ovog kraja (narodne nošnje i sl.).
- Otočka suvara, mlin na konjski pogon, koji datira iz 19. stoljeća, spomenik je najviše kulturne vrijednosti i jedini obnovljen i očuvani objekt te vrste u Hrvatskoj i jugoistočnoj Europi. Ponuda iz mlina bit će posebna atrakcija za brojne ljubitelje prirodne zdrave hrane dobivene iz brašna samljevene žitarice okretanjem žrvnjeva (kamenova) a po recepturi Josipa Lovretića također iz 19. stoljeća. Izrađen je suvenir suvare od terakote. Napisana je i knjiga o osam otočkih suvara koja svjedoči o stoljetnoj prisutnosti ove vrste tradicijskog graditeljstva i meljave žitarica u Otoku. Konji Konjogojske udruge «Otok» često prezentiraju meljavu brojnim posjetiteljima suvare. Prezentacija suvare vršena je i u Japanu gdje je pobudila izuzetnu pozornost tog dijela svijeta. Znak suvare nalazi se u grbu općine. Suvara je svjetski raritet.
- VIR GRAD U neposrednoj blizini otočkih Virova nalaze se jedva vidljivi ostatci VIR GRADA, bivše utvrde podignute u 14. i 15. stoljeću radi obrane od Turaka.
- JOSIP LOVRETIĆ I LOVRETIĆEVE VEČERI - Josip Lovretić (1865. – 1948.), svećenik i hrvatski etnograf rodom iz Otoka, ostavio je u naslijeđe etnografsku monografiju «Otok», zapise o narodnom životu i običajima ovog kraja, osobito Otoka, iz 19. stoljeća. Ova se monografija pomno iščitava tijekom Lovretićevih večeri koje se povremeno upriličuju. Otočani u budućnosti namjeravaju ustrajati u tradicionalnom organiziranju Lovretićevih večeri.
- KONJIČKA MANIFESTACIJA «ZLATNE GRIVE» - na pašnjaku Čistine izgrađen je improvizirani prostor za konjički sport, koji je uredila konjogojska udruga iz Otoka i gdje se u sklopu programa Otočkog proljeća tradicionalno održava konjička manifestacija pod nazivom Zlatne grive. U sklopu manifestacije organizira se izložba konja članova Konjogojske udruge Otok, turnir u teklićkom jahanju, dresurnom jahanju, natjecanja u vožnji dvoprega i preskakanju prepona.Osobitu pozornost brojne publike pobuđuju tradicionalna natjecanja u potkovijadi i utovaru trupaca «vagačom».

Konjička manifestacija koja je u naglom usponu a koju je pokrenula konjogojska udruga iz Otoka. Svrha manifastecije je promocija konjogojstva, uzgoj i očuvanje pasmina, ali i promocija konjičkog športa. Manifestacija ima obrazovni i natjecateljski sadržaj. Manifestaciji treba dati veće značenje i izgraditi odgovarajuću športsko-rekreacijsku zonu koja će postati središte ukupne konjogojske aktivnosti i konjičkog športa šireg područja.
- ZBIRKA KULTURNO-POVIJESNIH I ETNOGRAFSKIH PREDMETA JOSIPA BAŠIĆA - Ministarstvo kulture je 2005. godine stavilo pod preventivnu zaštitu privatnu zbirku etnografskih i kulturno-povijesnih predmeta u Otoku, a 2006. godine je doneseno rješenje o utvrđivanju svojstva kulturnog dobra i registraciji zbirke. Zbirka se sastoji od raznorodnih uporabnih predmeta seoskog domaćinstva, odjevnih predmeta, alata iz područja poljoprivrede, šumarstva, zanatstva i obrtništva, sakralnih predmeta, kao i predmeta koji prezentiraju kulturnu povijest sela. Vlasnik zbirke Josip Bašić bavi se prikupljanjem starih predmeta od 1966. godine i prikupio je više od 700 predmeta koje želi darovati Gradu Otok, u baštinu budućim generacijama. Tijekom 2007. godine će započeti izgradnja zgrade Doma kulture u Otoku u sklopu koje će biti rezerviran prostor za Gradski muzej a i smještaj dijela predmeta iz zbirke Josipa Bašića.
- SPOMENIK POGINULIM HRVATSKIM ZRAKOPLOVCIMA I BRANITELJIMA OTOKA I SPOMENIK POGINULIM BRANITELJIMA KOMLETINACA - U središtu Otoka na Trgu kralja Tomislava podignut je spomenik poginulim hrvatskim zrakoplovcima i braniteljima Otoka, koji u vrijeme održavanja Otočkog proljeća budi sjećanja na veličanstvenu pobjedu oružanih snaga Republike Hrvatske u Domovinskom ratu. Također je i u središtu Komletinaca podignut spomenik poginulim braniteljima Komletinaca.
- OTOČKO PROLJEĆE, KULTURNA, GOSPODARSKA I SPORTSKA MANIFESTACIJA

Kulturni život ponajviše je obogaćen OTOČKIM PROLJEĆEM, kulturnom, gospodarskom i sportskom manifestacijom koja se od 1993. godine tradicionalna održava u svibnju i lipnju s bogatim i sadržajnim programom. Uz Organizacijski odbor manifestacije u realizaciji programa Otočkog proljeća sudjeluju Kulturno-umjetničko društvo Josip Lovretić iz Otoka i Kulturno-umjetničko društvo Filipovčice iz Komletinaca, gotovo sve udruge, klubovi, društva, zajednica i ustanove koje djeluju na području općine. Na takav se način još više afirmiraju i potiču na rad udruge.  Manifestacija ima cilj očuvanja i razvijanja šokačke i slavonske kulturne baštine. Svojim aktivnostima profilirale su se i Pjevačka skupina Vezenke iz Otoka i Pjevačka skupina Maje iz Komletinaca, a u novije vrijeme utemeljen je i Pjevački zbor mladih Gracija u Otoku. Udruga likovnih umjetnika Otočki vir svake godine upriliči niz zanimljivih izložbi. Nasuprot suvare svoj opančarski stari zanat iz hobija još uvijek njeguje Ivan Popić koji pola stoljeća svojim opancima oprema brojne članove slavonskih kulturno-umjetničkih društava.

## Obrazovanje
- OŠ Josip Lovretić
- Dječji vrtić Pupoljak
- OŠ Vladimir Nazor, Komletinci

## Kultura
- Otočka suvara je mlin na konjski pogon, koji datira iz 19. stoljeća, danas je zaštićeni spomenik kulture kao jedini obnovljen i očuvani objekt te vrste u Hrvatskoj i jugoistočnoj Europi. Otočka suvara nalazi se i u grbu Grada. U Otoku postoje vjerodostojni podatci za osam suvara koje su izgrađene tijekom 18. i 19. stoljeća. To su Galovićeva, Pavlovićeva, Đurkinova, Sokalićeva, Matanova, Franjkova, Marinkova i Tomašević ili Klarina suvara. Suvare su dobivale nazive po kućnim zadrugama koje su ih gradile ili po vlasniku zemljišta na kojem su izgrađene. Do danas je ostala očuvana jedino Tomašević ili Klarina suvara koja na tetivi ima urezbarenu 1863. godinu, a pretpostavlja se da je izgrađena još i ranije.

## Šport
- Atletski klub "Otok"
- Boksački klub "Otok"
- Kickboxing klub "Otok"
- Košarkaški klub "Otok"
- Rukometni klub "Otok"
- Taekwondo klub "Otok"
- Teniski klub "Otok"
- Auto klub „Otok"
- Katolička malonogometna liga
- Klub uzgajivača malih kućnih ljubimaca „Roller"Otok
- Lovačko društvo "Jelen" Otok
- Moto klub "Gospodari vjetra" Otok
- Nogometni klub "Otok" Otok i Škola mladih nogometaša
- Ribičko društvo "Virovi" Otok
- Šahovski klub "Otok" Otok
- Taekwando klub Otok

## Vanjske poveznice
- http://www.opcina-otok.com/  Arhivirana inačica izvorne stranice od 3. veljače 2007. (Wayback Machine)